# Hawaiimeerkoet
De hawaiimeerkoet (Fulica alai) behoort tot de familie van de rallen. De vogel werd in 1848 als aparte soort beschreven door de Amerikaanse natuuronderzoeker Titian Peale. Daarna werd de vogel ook wel beschouwd als ondersoort van de Amerikaanse meerkoet (F. americana).  Het is een voor uitsterven kwetsbare, endemische vogelsoort  op de Hawaiiaanse eilanden.

## Kenmerken
De vogel is 39 cm lang, het formaat van een "gewone" meerkoet. Deze meerkoetsoort lijkt sterk op de Amerikaanse meerkoet. De snavel en de witte (of bleekgele of -blauwe) bles zijn echter groter en reiken tot aan de kruin. Een minderheid (3 tot 16%) van de vogels heeft donkere vlekken op de snavel en de bles, net als de Amerikaanse soort.

## Verspreiding en leefgebied
Deze soort is endemisch op de Hawaiiaanse eilanden. De vogel kan op bijna alle eilanden worden aangetroffen behalve op Kahoolawe. Deze meerkoet kan in diverse watertypen voorkomen, zowel in zoet water als in brakwaterriviermondingen, meestal in laagland onder de 400 meter boven zeeniveau. Er zijn echter ook waarnemingen in meertjes in bergland op de eilanden Kauai en Hawaï. Voorwaarde is de aanwezigheid van een dichte begroeiing met oeverplanten.

## Status
De hawaiimeerkoet heeft een versnipperd verspreidingsgebied en daardoor is de kans op uitsterven aanwezig. De grootte van de populatie werd in 2016 door BirdLife International geschat op 1300 tot 2700 volwassen individuen en de populatie-aantallen nemen af door habitatverlies. De leefgebieden worden aangetast door drooglegging van natte gebieden die vervolgens worden ontwikkeld zoals het bouwen van hotels, winkelcentra en huizen, de aanleg van militaire infrastructuur en industriegebied of intensief agrarisch gebruik. Om deze redenen staat deze soort als gevoelig op de Rode Lijst van de IUCN.